# Аспре
Аспре (фр. Haspres) насеље је и општина у североисточној Француској у региону Север-Па д Кале, у департману Север која припада префектури Валансјен.
По подацима из 2011. године у општини је живело 2800 становника, а густина насељености је износила 229,51 становника/km². Општина се простире на површини од 12,2 km². Налази се на средњој надморској висини од 41 метар (максималној 80 m, а минималној 36 m).

## Демографија
| 1962. | 1968. | 1975. | 1982. | 1990. | 1999. | 2011. |
| ----- | ----- | ----- | ----- | ----- | ----- | ----- |
| 2.920 | 2.941 | 2.889 | 2.700 | 2.715 | 2.753 | 2.800 |

График промене броја становника у току последњих година